# Aceguá
Aceguá är en ort och kommun i delstaten Rio Grande do Sul i Brasilien. Folkmängden i centralorten uppgick år 2010 till cirka 1 000 invånare, och hela kommunen hade år 2014 cirka 4 700 invånare. Den bildades den 16 april 1996 och blev en egen kommun 2001. Aceguá är belägen vid gränsen mot Uruguay, och på den uruguayanska sidan ligger en ort med samma namn.

## Administrativ indelning
Kommunen var 2010 indelad i fyra distrikt:
- Aceguá
- Colônia Nova
- Minuano
- Rio Negro